# 居氏银鱼
居氏银鱼（学名：Salanx cuvieri）为輻鰭魚綱胡瓜魚目银鱼科银鱼属的鱼类。在中国，分布于沿海，包括福建、广东沿岸等，體長可達15.3公分，棲息在底層水域，會進行洄游，可做為食用魚，生活習性不明。
此鱼学名为法国动物学家阿希尔·瓦朗谢讷以其导师和合作者乔治·居维叶命名。